# Fußball-Bundesliga 1994/95 (Frauen)
Die Fußball-Bundesliga 1994/95 war die fünfte Saison der Fußball-Bundesliga der Frauen. Neun Jahre nach ihrem ersten Titelgewinn konnte der FSV Frankfurt durch einen 2:0-Sieg über Grün-Weiß Brauweiler die zweite Meisterschaft feiern.

## Saisonverlauf
Nach vier Staffelsiegen in Folge verpasste der TSV Siegen erstmals die Endrunde. Dafür konnte Grün-Weiß Brauweiler zum ersten Mal als Erster die reguläre Saison beenden. Überraschend Zweiter wurde der FC Rumeln-Kaldenhausen, die mit Maren Meinert die erfolgreichste Torschützin der Nordgruppe stellte. Siegen blieb nur der undankbare dritte Platz. Mit etwas Abstand folgten Rheine, die nach der Fusion mit der SG Eintracht Rheine erstmals unter dem Namen FC Eintracht Rheine antraten, Hannover, Aufsteiger Potsdam und Wolfsburg. Tennis Borussia Berlin musste lange um den Klassenerhalt kämpfen. Absteigen mussten Aufsteiger Wattenscheid und Schmalfeld.
Im Süden behielt der FSV Frankfurt eine weiße Weste und gewann alle 18 Spiele. Mit 92 geschossenen und nur vier kassierten Toren stellte man neue Rekordmarken auf. Birgit Prinz und Sandra Smisek waren mit zusammen 35 Toren maßgeblich am Erfolg beteiligt. Zweiter wurde erstmals der TuS Ahrbach, die durch den spektakulären Transfer von Heidi Mohr für Schlagzeilen sorgte. Ebenfalls für einen Rekord sorgte der erste deutsche Meister TuS Wörrstadt, der mit gerade mal zehn geschossenen Toren den Klassenerhalt schaffte. Die Aufsteiger Wacker München und der FSV Schwarzbach mussten sofort wieder absteigen.
Im Halbfinale setzten sich Brauweiler und der FSV Frankfurt relativ deutlich durch. Das 2:2 beim Hinspiel in Duisburg war das einzige Spiel, das der FSV nicht gewonnen hat. Im Finale sorgten Katja Bornschein und Birgit Prinz schon nach 16 Minuten für die entscheidenden Treffer.
Mit Polizei SV Rostock und Rot-Weiß Hillen konnten die Nordgruppe zwei neue Vereine begrüßen. Im Süden schaffte der SC 07 Bad Neuenahr als erster Verein zum zweiten Mal den Aufstieg. Der TSV Crailsheim konnte nach drei vergeblichen Anläufen endlich den Sprung in die Bundesliga realisieren.

## Nord

### Abschlusstabelle
| Pl. | Verein                      | Sp. | S  | U | N  | Tore    | Diff. | Punkte |
| --- | --------------------------- | --- | -- | - | -- | ------- | ----- | ------ |
| 1.  | Grün-Weiß Brauweiler (P)    | 18  | 17 | 0 | 1  | 077:900 | +68   | 34:20  |
| 2.  | FC Rumeln-Kaldenhausen      | 18  | 13 | 3 | 2  | 060:180 | +42   | 29:70  |
| 3.  | TSV Siegen (M)              | 18  | 11 | 4 | 3  | 064:230 | +41   | 26:10  |
| 4.  | Eintracht Rheine            | 18  | 7  | 6 | 5  | 031:240 | +7    | 20:16  |
| 5.  | Fortuna Sachsenroß Hannover | 18  | 9  | 1 | 8  | 041:410 | ±0    | 19:17  |
| 6.  | SSV Turbine Potsdam (N)     | 18  | 6  | 2 | 10 | 025:600 | −35   | 14:22  |
| 7.  | VfR Eintracht Wolfsburg     | 18  | 4  | 5 | 9  | 026:400 | −14   | 13:23  |
| 8.  | Tennis Borussia Berlin      | 18  | 2  | 7 | 9  | 016:360 | −20   | 11:25  |
| 9.  | SG Wattenscheid 09 (N)      | 18  | 3  | 2 | 13 | 019:700 | −51   | 08:28  |
| 10. | Schmalfelder SV             | 18  | 1  | 4 | 13 | 006:440 | −38   | 06:30  |

| (M) | Titelverteidiger                      |
| (P) | Pokalsieger                           |
| (N) | Aufsteiger aus der Regional-/Oberliga |

### Kreuztabelle
Die Kreuztabelle stellt die Ergebnisse aller Spiele dieser Saison dar. Die Heimmannschaft ist in der linken Spalte aufgelistet und die Gastmannschaft in der obersten Reihe.
| 1994/95 Nord | 1994/95 Nord                | Grün-Weiß Brauweiler | FCR Duisburg | TSV Siegen | FC Eintracht Rheine | Fortuna Sachsenroß Hannover | SSV Turbine Potsdam | VfR Eintracht Wolfsburg | Tennis Borussia Berlin | Wattenscheid 09 | Schmalfelder SV |
| 1.           | Grün-Weiß Brauweiler        | –                    | 2:1          | 4:0        | 3:0                 | 8:0                         | 5:0                 | 2:0                     | 2:0                    | 5:1             | 1:0             |
| 2.           | FC Rumeln-Kaldenhausen      | 2:1                  | –            | 4:3        | 4:1                 | 3:1                         | 4:0                 | 7:2                     | 2:1                    | 3:0             | 2:0             |
| 3.           | TSV Siegen                  | 2:3                  | 3:3          | –          | 2:2                 | 6:1                         | 6:0                 | 3:0                     | 7:1                    | 4:0             | 7:0             |
| 4.           | FC Eintracht Rheine         | 0:3                  | 1:3          | 2:2        | –                   | 3:0                         | 3:1                 | 1:1                     | 2:0                    | 1:0             | 2:1             |
| 5.           | Fortuna Sachsenroß Hannover | 1:3                  | 0:1          | 3:4        | 2:0                 | –                           | 2:1                 | 3:2                     | 1:2                    | 5:1             | 4:0             |
| 6.           | SSV Turbine Potsdam         | 0:11                 | 0:11         | 0:2        | 0:3                 | 2:2                         | –                   | 5:3                     | 2:1                    | 3:2             | 3:1             |
| 7.           | VfR Eintracht Wolfsburg     | 1:3                  | 0:0          | 0:2        | 0:0                 | 3:4                         | 3:1                 | –                       | 0:0                    | 1:4             | 1:1             |
| 8.           | Tennis Borussia Berlin      | 1:5                  | 1:1          | 0:0        | 1:1                 | 0:4                         | 1:1                 | 3:4                     | –                      | 2:2             | 0:0             |
| 9.           | SG Wattenscheid 09          | 0:10                 | 0:8          | 0:7        | 0:8                 | 2:5                         | 0:5                 | 1:2                     | 2:1                    | –               | 0:0             |
| 10.          | Schmalfelder SV             | 0:6                  | 2:1          | 0:4        | 1:1                 | 0:3                         | 0:1                 | 0:3                     | 0:1                    | 0:4             | –               |

### Torschützenliste
|    | Spielerin        | Verein                      | Tore |
| -- | ---------------- | --------------------------- | ---- |
| 1. | Maren Meinert    | FC Rumeln-Kaldenhausen      | 21   |
| 2. | Anja Koser       | Grün-Weiß Brauweiler        | 13   |
| 3. | Thekla Krause    | Fortuna Sachsenroß Hannover | 12   |
| 3. | Michaela Kubat   | TSV Siegen                  | 12   |
| 3. | Silvia Neid      | TSV Siegen                  | 12   |
| 3. | Nadine Siwek     | TSV Siegen                  | 12   |
| 3. | Petra Unterbrink | FC Eintracht Rheine         | 12   |

## Süd

### Abschlusstabelle
| Pl. | Verein                | Sp. | S  | U | N  | Tore    | Diff. | Punkte |
| --- | --------------------- | --- | -- | - | -- | ------- | ----- | ------ |
| 1.  | FSV Frankfurt         | 18  | 18 | 0 | 0  | 092:400 | +88   | 36:0   |
| 2.  | TuS Ahrbach           | 18  | 13 | 1 | 4  | 069:210 | +48   | 27:90  |
| 3.  | SG Praunheim          | 18  | 9  | 4 | 5  | 038:280 | +10   | 22:14  |
| 4.  | SC Klinge Seckach     | 18  | 9  | 4 | 5  | 029:280 | +1    | 22:14  |
| 5.  | VfL Sindelfingen      | 18  | 6  | 5 | 7  | 020:320 | −12   | 17:19  |
| 6.  | TuS Niederkirchen     | 18  | 7  | 2 | 9  | 033:340 | −1    | 16:20  |
| 7.  | VfR 09 Saarbrücken    | 18  | 5  | 5 | 8  | 029:530 | −24   | 15:21  |
| 8.  | TuS Wörrstadt         | 18  | 3  | 6 | 9  | 010:380 | −28   | 12:24  |
| 9.  | FC Wacker München (N) | 18  | 1  | 7 | 10 | 017:450 | −28   | 09:27  |
| 10. | FSV Schwarzbach (N)   | 18  | 1  | 2 | 15 | 016:700 | −54   | 04:32  |

| (M) | Titelverteidiger                      |
| (P) | Pokalsieger                           |
| (N) | Aufsteiger aus der Regional-/Oberliga |

### Kreuztabelle
Die Kreuztabelle stellt die Ergebnisse aller Spiele dieser Saison dar. Die Heimmannschaft ist in der linken Spalte aufgelistet und die Gastmannschaft in der obersten Reihe.
| 1994/95 Süd | 1994/95 Süd        | FSV Frankfurt | TuS Ahrbach | SG Praunheim | SC Klinge Seckach | VfL Sindelfingen | TuS Niederkirchen | VfR 09 Saarbrücken | TuS Wörrstadt | FC Wacker München | FSV Schwarzbach |
| 1.          | FSV Frankfurt      | –             | 4:0         | 3:0          | 7:1               | 4:0              | 1:0               | 11:0               | 11:0          | 12:0              | 7:0             |
| 2.          | TuS Ahrbach        | 1:3           | –           | 5:0          | 3:1               | 2:0              | 4:0               | 7:3                | 4:0           | 3:0               | 9:1             |
| 3.          | SG Praunheim       | 0:4           | 2:1         | –            | 1:2               | 0:0              | 3:2               | 1:1                | 5:1           | 0:0               | 5:0             |
| 4.          | SC Klinge Seckach  | 1:2           | 0:0         | 1:6          | –                 | 2:0              | 4:1               | 1:2                | 1:1           | 2:2               | 3:0             |
| 5.          | VfL Sindelfingen   | 0:6           | 1:6         | 1:4          | 0:1               | –                | 3:2               | 1:1                | 3:0           | 1:0               | 4:1             |
| 6.          | TuS Niederkirchen  | 1:2           | 1:4         | 1:2          | 3:3               | 0:1              | –                 | 4:0                | 2:1           | 2:0               | 4:1             |
| 7.          | VfR 09 Saarbrücken | 0:3           | 1:5         | 3:2          | 0:2               | 3:3              | 2:4               | –                  | 2:1           | 2:1               | 3:4             |
| 8.          | TuS Wörrstadt      | 0:4           | 1:0         | 1:1          | 0:2               | 0:0              | 0:2               | 1:1                | –             | 0:0               | 2:0             |
| 9.          | Wacker München     | 0:4           | 1:9         | 0:2          | 0:1               | 0:0              | 2:2               | 1:1                | 0:1           | –                 | 1:1             |
| 10.         | FSV Schwarzbach    | 0:4           | 2:6         | 2:4          | 0:1               | 0:2              | 1:2               | 1:4                | 0:0           | 2:9               | –               |

### Torschützenliste
|    | Spielerin        | Verein            | Tore |
| -- | ---------------- | ----------------- | ---- |
| 1. | Heidi Mohr       | TuS Ahrbach       | 27   |
| 2. | Melanie Lasrich  | TuS Ahrbach       | 20   |
| 3. | Birgit Prinz     | FSV Frankfurt     | 18   |
| 4. | Sandra Smisek    | FSV Frankfurt     | 17   |
| 5. | Patricia Brocker | TuS Niederkirchen | 14   |
| 5. | Britta Unsleber  | FSV Frankfurt     | 14   |

## Endrunde um die deutsche Meisterschaft

### Halbfinale
Die Spiele fanden am 30. April und 7. Mai 1995 statt. Die jeweils erstgenannte Mannschaft hatte im Hinspiel Heimrecht.
|                        | Gesamt |               | Hinspiel | Rückspiel |
| ---------------------- | ------ | ------------- | -------- | --------- |
| Grün-Weiß Brauweiler   | 9:3    | TuS Ahrbach   | 3:2      | 6:1       |
| FC Rumeln-Kaldenhausen | 3:7    | FSV Frankfurt | 2:2      | 1:5       |

### Finale
| Grün-Weiß Brauweiler                                      | Grün-Weiß Brauweiler | FSV Frankfurt | FSV Frankfurt |
| --------------------------------------------------------- | --- | --- | ------------- |
| Grün-Weiß Brauweiler                                      | \| 14. Mai 1995 in Pulheim (Sportanlage am Freibad Stommeln) \| \| Ergebnis: 0:2 (0:2) \| \| Zuschauer: 1.500 \| \| Schiedsrichterin: Gebhard (Hallstadt) \|                                                                                             | \| 14. Mai 1995 in Pulheim (Sportanlage am Freibad Stommeln) \| \| Ergebnis: 0:2 (0:2) \| \| Zuschauer: 1.500 \| \| Schiedsrichterin: Gebhard (Hallstadt) \|                                                                                              | FSV Frankfurt |
| Grün-Weiß Brauweiler                                      | Manuela Goller – Andrea Klein, Claudia Klein, Natascha Schwind, Megan Hanushek (25. Sonja Fuss) – Tünde Nagy, Anja Koser, Bettina Wiegmann, Gudrun Gottschlich – Carmen Lieth, Patricia Menge (46. Gyöngyi Lovász-Anton) Cheftrainer: Friedhelm Fröhlich | Katja Kraus – Anouschka Bernhard – Anja Milke, Birgitt Austermühl, Daniela Stumpf – Dagmar Pohlmann, Sandra Minnert, Gaby König (87. Sonja Schlösser), Katja Bornschein (82. Kerstin Pohlmann) – Sandra Smisek, Birgit Prinz Cheftrainer: Jürgen Strödter | FSV Frankfurt |
| Grün-Weiß Brauweiler                                      | 0:1 Katja Bornschein (3.) 0:2 Birgit Prinz (16.) | | FSV Frankfurt |
| 14. Mai 1995 in Pulheim (Sportanlage am Freibad Stommeln) | | |               |
| Ergebnis: 0:2 (0:2)                                       | | |               |
| Zuschauer: 1.500                                          | | |               |
| Schiedsrichterin: Gebhard (Hallstadt)                     | | |               |

## Statistik
Insgesamt fielen 718 Tore (Schnitt 3,99), 30 Tore weniger als im Vorjahr. In der Nordgruppe fielen 365 Tore (Schnitt 4,06), während in der Südgruppe 353 Tore (Schnitt 3,42).

## Aufstiegsrunde
Grün markierte Vereine schafften den Aufstieg in die Bundesliga.

### Gruppe Nord
| Pl. | Verein                  | Sp. | S | U | N | Tore    | Diff. | Punkte |
| --- | ----------------------- | --- | - | - | - | ------- | ----- | ------ |
| 1.  | Polizei SV Rostock      | 6   | 5 | 0 | 1 | 024:600 | +18   | 10:20  |
| 2.  | SG Hillen               | 6   | 3 | 1 | 2 | 008:160 | −8    | 07:50  |
| 3.  | TV Jahn Delmenhorst     | 6   | 2 | 0 | 4 | 007:130 | −6    | 04:80  |
| 4.  | SpVgg Oberaußem-Fortuna | 6   | 1 | 1 | 4 | 005:900 | −4    | 03:90  |

### Gruppe Süd 1
| Pl. | Verein                 | Sp. | S | U | N | Tore    | Diff. | Punkte |
| --- | ---------------------- | --- | - | - | - | ------- | ----- | ------ |
| 1.  | SC 07 Bad Neuenahr (A) | 6   | 4 | 1 | 1 | 020:700 | +13   | 09:30  |
| 2.  | SC Freiburg            | 6   | 4 | 0 | 2 | 007:900 | −2    | 08:40  |
| 3.  | DFC Allendorf/Eder (A) | 6   | 2 | 0 | 4 | 005:120 | −7    | 04:80  |
| 4.  | DFC Eggenstein         | 6   | 1 | 1 | 4 | 011:150 | −4    | 03:90  |

### Gruppe Süd 2
| Pl. | Verein               | Sp. | S | U | N | Tore    | Diff. | Punkte |
| --- | -------------------- | --- | - | - | - | ------- | ----- | ------ |
| 1.  | TSV Crailsheim       | 6   | 5 | 1 | 0 | 022:700 | +15   | 11:10  |
| 2.  | SC Siegelbach        | 6   | 3 | 1 | 2 | 012:100 | +2    | 07:50  |
| 3.  | SpVgg Landshut       | 6   | 3 | 0 | 3 | 015:110 | +4    | 06:60  |
| 4.  | FC Oster Oberkirchen | 6   | 0 | 0 | 6 | 002:230 | −21   | 0:12   |